# Serra do Pisco
A Serra do Pisco, também chamada de Serra de Almançor (por haver ali vestígios de um castelo ligado a Almançor) é uma serra portuguesa com 990 metros de altura, situada nos concelho de Trancoso, Aguiar da Beira e Fornos de Algodres, no Distrito da Guarda. Com orientação geral Norte-Sul, localiza-se a Oeste de Trancoso e a Sudeste de Aguiar da Beira. O seu ponto mais alto está situado entre o limite Este da freguesia de Carapito, e o limite Oeste da freguesia de Santa Maria. A norte encontram-se as serras da Lapa e Leomil e a sul a Serra da Marofa.